# Гагаемауга
Гагаемауга (самоан. Gaga'emauga) — адміністративний округ Самоа. Округ розташований в основному в північно-східній частині острова Саваї. Є також маленькі анклави на острові Уполу - Леауваа і Саламуму. Загальна площа округу - 223 км². Населення - 7757 мешканців  (2011). Адміністративний центр - Салеаула.
Назва округу перекладається як «ближня сторона гір». Вожді округу засідають в Ваїтуутуу Малае в адміністративному центрі - Салеауле.
Старійшини Салеаула підтримують традиційні відносини з Сафотулафаї (округ Фаасалелеага), беручи участь в обранні носія титулу Летуфуга.
Частини округу, що знаходяться на острові Уполу, утворилися внаслідок виверження вулкана Матавану. Лавові потоки знищили на своєму шляху села, перетворивши їх у лавові поля, які можна бачити донині. Мешканціі цих районів були евакуйовані на Уполу, де утворилися села Леауваа і Саламуму. Незважаючи на переїзд, вони зберегли традиційні зв'язки з округом Гагаемауга.